# 茹亚
茹亚（法語：Jouillat，法語發音：[ʒuja]）是法国克勒兹省的一个市镇，位于该省中北部，属于盖雷区和大盖雷城市公共社区。

## 地理
茹亚（46°15'26"N, 1°56'10"E）面积22.44 平方千米，位于法国新阿基坦大区克勒兹省，该省份为法国中部省份，位于法國中央高原西北部，北起安德尔省和谢尔省，西接维埃纳省，南至科雷兹省，东临多姆山省，东北与阿列省接壤。
与茹亚接壤的市镇（或旧市镇、城区）包括：昂泽姆、博纳、尚桑格拉尔、格莱尼克、罗什。
茹亚的时区为UTC+01:00、UTC+02:00（夏令时）。

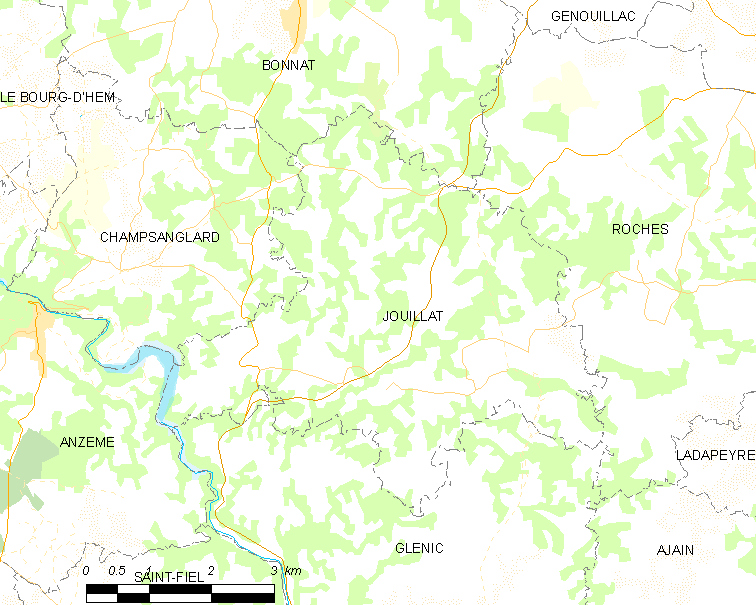
茹亚的OSM定位图

## 行政
茹亚的邮政编码为23220，INSEE市镇编码为23101。

## 政治
茹亚所属的省级选区为圣沃里县。

## 交通
克勒兹省省道D6线、D14线、D16线和D940线等经过茹亚境内。

## 人口

1962-2008年间茹亚人口变化图示

茹亚于2022年1月1日时的人口数量为383人。